# Seznam dílů seriálu Dva a půl chlapa
Toto je seznam dílů seriálu Dva a půl chlapa.

## Přehled řad
| Řada | Díly | Premiéra v USA | Premiéra v USA  | Premiéra v ČR | Premiéra v ČR |
| Řada | Díly | První díl      | Poslední díl    | První díl     | Poslední díl  |
| ---- | ---- | -------------- | --------------- | ------------- | ------------- |
| 1    | 24   | 22. září 2003  | 24. května 2004 | vysíláno      | vysíláno      |
| 2    | 24   | 20. září 2004  | 23. května 2005 | vysíláno      | vysíláno      |
| 3    | 24   | 19. září 2005  | 22. května 2006 | vysíláno      | vysíláno      |
| 4    | 24   | 18. září 2006  | 14. května 2007 | vysíláno      | vysíláno      |
| 5    | 19   | 24. září 2007  | 19. května 2008 | vysíláno      | vysíláno      |
| 6    | 24   | 22. září 2008  | 18. května 2009 | vysíláno      | vysíláno      |
| 7    | 22   | 21. září 2009  | 24. května 2010 | vysíláno      | vysíláno      |
| 8    | 16   | 20. září 2010  | 14. února 2011  | vysíláno      | vysíláno      |
| 9    | 24   | 19. září 2011  | 14. května 2012 | vysíláno      | vysíláno      |
| 10   | 23   | 27. září 2012  | 9. května 2013  | vysíláno      | vysíláno      |
| 11   | 22   | 26. září 2013  | 8. května 2014  | vysíláno      | vysíláno      |
| 12   | 16   | 30. října 2014 | 19. února 2015  | vysíláno      | vysíláno      |

## Seznam dílů

### První řada (2003–2004)
| Č. v seriálu | Č. v řadě | Původní název                                               | Český název                                          | Režie            | Scénář                                                                    | Premiéra v USA     | Premiéra v ČR |
| ------------ | --------- | ----------------------------------------------------------- | ---------------------------------------------------- | ---------------- | ------------------------------------------------------------------------- | ------------------ | ------------- |
| 1            | 1         | Pilot Most Chicks Won't Eat Veal                            | Rozchod                                              | James Burrows    | Chuck Lorre a Lee Aronsohn                                                | 22. září 2003      | vysíláno      |
| 2            | 2         | Big Flappy Bastards                                         | Velcí létající bastardi                              | Andy Ackerman    | námět: Chuck Lorre a Lee Aronsohn scénář: Eddie Gorodetsky a Jeff Abugov  | 29. září 2003      | vysíláno      |
| 3            | 3         | Go East on Sunset Until You Reach the Gates of Hell         | Jeďte po Sunsetu, dokud nenarazíte na pekelnou bránu | Andy Ackerman    | námět: Chuck Lorre a Don Foster scénář: Mark Roberts a Lee Aronsohn       | 6. října 2003      | vysíláno      |
| 4            | 4         | If I Can't Write My Chocolate Song, I'm Going to Take a Nap | Když nemůžu napsat jingle na čokoládu, půjdu spát    | Andy Ackerman    | námět: Chuck Lorre a Lee Aronsohn scénář: Susan Beavers a Don Foster      | 13. října 2003     | vysíláno      |
| 5            | 5         | The Last Thing You Want to Do Is Wind Up with a Hump        | Určitě nechceš skončit s hrbem                       | Andy Ackerman    | námět: Chuck Lorre a Lee Aronsohn scénář: Eddie Gorodetsky a Jeff Abugov  | 20. října 2003     | vysíláno      |
| 6            | 6         | Did You Check with the Captain of the Flying Monkeys?       | Zkusil jsi zavolat někomu ze spolku čarodějnic?      | Andy Ackerman    | námět: Chuck Lorre a Lee Aronsohn scénář: Susan Beavers a Don Foster      | 27. října 2003     | vysíláno      |
| 7            | 7         | If They Do Go Either Way, They're Usually Fake              | Když skáčou na obě strany tak jsou umělý             | Andy Ackerman    | námět: Chuck Lorre a Don Foster scénář: Mark Roberts a Lee Aronsohn       | 3. listopadu 2003  | vysíláno      |
| 8            | 8         | Twenty-Five Little Pre-pubers Without a Snootful            | Nepůjdu před ty puberťáky střízlivý                  | Chuck Lorre      | námět: Chuck Lorre a Lee Aronsohn scénář: Eddie Gorodetsky a Jeff Abugov  | 10. listopadu 2003 | vysíláno      |
| 9            | 9         | Phase One, Complete                                         | První úkol splněn                                    | Andy Ackerman    | námět: Chuck Lorre a Lee Aronsohn scénář: Susan Beavers a Don Foster      | 17. listopadu 2003 | vysíláno      |
| 10           | 10        | Merry Thanksgiving                                          | Šťastné díkůvzdání                                   | Jay Sandrich     | Chuck Lorre a Lee Aronsohn                                                | 24. listopadu 2003 | vysíláno      |
| 11           | 11        | Alan Harper, Frontier Chiropractor                          | Alan Harper, chiropraktik                            | Robert Berlinger | námět: Chuck Lorre a Don Foster scénář: Lee Aronsohn a Mark Roberts       | 15. prosince 2003  | vysíláno      |
| 12           | 12        | Camel Filters and Pheromones                                | Vůně cigaret a feromonů                              | Robert Berlinger | námět: Chuck Lorre a Lee Aronsohn scénář: Susan Beavers a Mark Roberts    | 5. ledna 2004      | vysíláno      |
| 13           | 13        | Sarah Like Puny Alan                                        | Sarah a zakrslý Alan                                 | Robert Berlinger | námět: Chuck Lorre scénář: Lee Aronsohn a Don Foster                      | 12. ledna 2004     | vysíláno      |
| 14           | 14        | I Can't Afford Hyenas                                       | Na hyeny nemám prachy                                | Rob Schiller     | námět: Chuck Lorre a Lee Aronsohn scénář: Jeff Abugov a Eddie Gorodetsky  | 2. února 2004      | vysíláno      |
| 15           | 15        | Round One to the Hot Crazy Chick                            | První kolo vyhrála ta sexy kočka                     | Andrew D. Weyman | Chuck Lorre a Lee Aronsohn                                                | 9. února 2004      | vysíláno      |
| 16           | 16        | That Was Saliva, Alan                                       | To byly sliny, Alane                                 | Andrew D. Weyman | Chuck Lorre a Lee Aronsohn                                                | 16. února 2004     | vysíláno      |
| 17           | 17        | Ate the Hamburgers, Wearing the Hats                        | Snědli jsme hamburgery, máme čepice                  | Andrew D. Weyman | námět: Jeff Abugov a Eric Lapidus scénář: Eddie Gorodetsky a Mark Roberts | 23. února 2004     | vysíláno      |
| 18           | 18        | An Old Flame with a New Wick                                | Stará kámoška v novým vohozu                         | Andrew D. Weyman | námět: Chuck Lorre a Don Foster scénář: Lee Aronsohn a Mark Roberts       | 1. března 2004     | vysíláno      |
| 19           | 19        | I Remember the Coatroom, I Just Don't Remember You          | Šatnu si pamatuju, tebe ne                           | Gail Mancuso     | námět: Chuck Lorre a Lee Aronsohn scénář: Don Foster a Eddie Gorodetsky   | 22. března 2004    | vysíláno      |
| 20           | 20        | Hey, I Can Pee Outside in the Dark                          | Můžu čůrat venku potmě                               | Gary Halvorson   | námět: Chuck Lorre a Lee Aronsohn scénář: Jeff Abugov a Mark Roberts      | 19. dubna 2004     | vysíláno      |
| 21           | 21        | No Sniffing, No Wowing                                      | Žádný čichání ani balení                             | Rob Schiller     | námět: Lee Aronsohn a Susan Beavers scénář: Chuck Lorre a Don Foster      | 3. května 2004     | vysíláno      |
| 22           | 22        | My Doctor Has a Cow Puppet                                  | Moje doktorka má plyšovou krávu                      | Gail Mancuso     | námět: Lee Aronsohn a Don Foster scénář: Chuck Lorre a Eddie Gorodetsky   | 10. května 2004    | vysíláno      |
| 23           | 23        | Just Like Buffalo                                           | Jako bizoni                                          | Rob Schiller     | námět: Chuck Lorre a Susan Beavers scénář: Lee Aronsohn a Don Foster      | 17. května 2004    | vysíláno      |
| 24           | 24        | Can You Feel My Finger?                                     | Cítíte můj prst?                                     | Rob Schiller     | námět: Chuck Lorre scénář: Chuck Lorre a Lee Aronsohn                     | 24. května 2004    | vysíláno      |

### Druhá řada (2004–2005)
| Č. v seriálu | Č. v řadě | Původní název                                  | Český název                               | Režie          | Scénář                                                                     | Premiéra v USA     | Premiéra v ČR |
| ------------ | --------- | ---------------------------------------------- | ----------------------------------------- | -------------- | -------------------------------------------------------------------------- | ------------------ | ------------- |
| 25           | 1         | Back Off, Mary Poppins                         | Dej pokoj, Mary Poppinsová                | Pamela Fryman  | námět: Chuck Lorre scénář: Lee Aronsohn a Susan Beavers                    | 20. září 2004      | vysíláno      |
| 26           | 2         | Enjoy Those Garlic Balls                       | Dej si česnekové kuličky                  | Pamela Fryman  | námět: Chuck Lorre a Lee Aronsohn scénář: Don Foster a Eddie Gorodetsky    | 27. září 2004      | vysíláno      |
| 27           | 3         | A Bag Full of Jawea                            | Sacajawea není motorka                    | Pamela Fryman  | námět: Chuck Lorre a Lee Aronsohn scénář: Jeff Abugov a Mark Roberts       | 4. října 2004      | vysíláno      |
| 28           | 4         | Go Get Mommy's Bra                             | Vrať mamince podprsenku                   | Pamela Fryman  | námět: Chuck Lorre a Eddie scénář: Lee Aronsohn a Don Foster               | 11. října 2004     | vysíláno      |
| 29           | 5         | Bad News from the Clinic?                      | Špatné zprávy z nemocnice                 | Pamela Fryman  | námět: Chuck Lorre a Lee Aronsohn scénář: Mark Roberts a Jeff Abugov       | 18. října 2004     | vysíláno      |
| 30           | 6         | The Price of Healthy Gums is Eternal Vigilance | Cenou za zdravé dásně je věčná bdělost    | Pamela Fryman  | námět: Chuck Lorre a Lee Aronsohn scénář: Mark Roberts a Eddie Gorodetsky  | 25. října 2004     | vysíláno      |
| 31           | 7         | A Kosher Slaughterhouse Out in Fontana         | Jatka ve Fontaně                          | Pamela Fryman  | námět: Don Foster scénář: Chuck Lorre a Lee Aronsohn                       | 8. listopadu 2004  | vysíláno      |
| 32           | 8         | Frankenstein and the Horny Villagers           | Frankenstein a nadržený kovboj            | Pamela Fryman  | námět: Don Foster a Jeff Abugov scénář: Chuck Lorre a Lee Aronsohn         | 15. listopadu 2004 | vysíláno      |
| 33           | 9         | Yes, Monsignor                                 | Ano, Monsiňore                            | Pamela Fryman  | námět: Chuck Lorre a Lee Aronsohn scénář: Jeff Abugov a Susan Beavers      | 22. listopadu 2004 | vysíláno      |
| 34           | 10        | The Salmon Under My Sweater                    | Losos pod svetrem                         | Pamela Fryman  | námět: Don Foster a Mark Roberts scénář: Chuck Lorre a Lee Aronsohn        | 29. listopadu 2004 | vysíláno      |
| 35           | 11        | Last Chance to See Those Tattoos               | Chcete vidět tetování                     | Pamela Fryman  | Chuck Lorre a Lee Aronsohn                                                 | 13. prosince 2004  | vysíláno      |
| 36           | 12        | A Lungful of Alan                              | Dárek k narozeninám                       | Pamela Fryman  | námět: Chuck Lorre a Lee Aronsohn scénář: Mark Roberts a Eddie Gorodetsky  | 3. ledna 2005      | vysíláno      |
| 37           | 13        | Zejdz Z Moich Wlosów                           | Lekce polštiny                            | Pamela Fryman  | námět: Susan Beavers a Eddie Gorodetsky scénář: Chuck Lorre a Lee Aronsohn | 17. ledna 2005     | vysíláno      |
| 38           | 14        | Those Big Pink Things with Coconut             | Takové ty velké růžové věci s kokosem     | Pamela Fryman  | námět: Chuck Lorre a Lee Aronsohn scénář: Don Foster a Jeff Abugov         | 31. ledna 2005     | vysíláno      |
| 39           | 15        | Smell the Umbrella Stand                       | Čichni si ke stojanu na deštníky          | Pamela Fryman  | námět: Chuck Lorre a Lee Aronsohn scénář: Don Foster a Susan Beavers       | 7. února 2005      | vysíláno      |
| 40           | 16        | Can You Eat Human Flesh with Wooden Teeth?     | Dá se dřevěnými zuby jíst lidské maso?    | Pamela Fryman  | námět: Chuck Lorre a Lee Aronsohn scénář: Don Foster a Susan Beavers       | 14. února 2005     | vysíláno      |
| 41           | 17        | Woo-Hoo, a Hernia Exam!                        | Vyšetření kýly                            | Pamela Fryman  | námět: Mark Roberts a Susan Beavers scénář: Chuck Lorre a Lee Aronsohn     | 21. února 2005     | vysíláno      |
| 42           | 18        | It Was 'Mame,' Mom                             | Byla to Mame, mami                        | Pamela Fryman  | námět: Chuck Lorre a Lee Aronsohn scénář: Eddie Gorodetsky a Mark Roberts  | 7. března 2005     | vysíláno      |
| 43           | 19        | A Low, Guttural Tongue-Flapping Noise          | Hluboký hrdelní zvuk s kmitáním jazyka    | Gary Halvorson | námět: Mark Roberts a Eddie Gorodetsky scénář: Chuck Lorre a Lee Aronsohn  | 21. března 2005    | vysíláno      |
| 44           | 20        | I Always Wanted a Shaved Monkey                | Vždycky jsem si přál oholenou opici       | Asaad Kelada   | námět: Susan Beavers a Jeff Abugov scénář: Chuck Lorre a Lee Aronsohn      | 18. dubna 2005     | vysíláno      |
| 45           | 21        | A Sympathetic Crotch to Cry On                 | Soucitný klín, na němž se můžete vyplakat | Pamela Fryman  | námět: Chuck Lorre a Lee Aronsohn scénář: Mark Roberts a Eddie Gorodetsky  | 2. května 2005     | vysíláno      |
| 46           | 22        | That Old Hose Bag is My Mother                 | Je to Poršák a né Porše                   | Gary Halvorson | námět: Chuck Lorre a Lee Aronsohn scénář: Mark Roberts a Don Foster        | 9. května 2005     | vysíláno      |
| 47           | 23        | Squab, Squab, Squab, Squab, Squab              | Špíz, špíz, špíz                          | J.D. Lobue     | námět: Chuck Lorre a Lee Aronsohn scénář: Susan Beavers a Don Foster       | 16. května 2005    | vysíláno      |
| 48           | 24        | Does This Smell Funny to You?                  | Nesmrdí to nějak divně                    | Pamela Fryman  | námět: Chuck Lorre a Lee Aronsohn scénář: Susan Beavers a Jeff Abugov      | 23. května 2005    | vysíláno      |

### Třetí řada (2005–2006)
| Č. v seriálu | Č. v řadě | Původní název                                | Český název                                        | Režie          | Scénář                                                                                   | Premiéra v USA     | Premiéra v ČR |
| ------------ | --------- | -------------------------------------------- | -------------------------------------------------- | -------------- | ---------------------------------------------------------------------------------------- | ------------------ | ------------- |
| 49           | 1         | Weekend in Bangkok with Two Olympic Gymnasts | Víkend v Bankoku se dvěma olympijskými gymnastkami | Gary Halvorson | Chuck Lorre a Lee Aronsohn                                                               | 19. září 2005      | vysíláno      |
| 50           | 2         | Principal Gallagher's Lesbian Lover          | Lesbická milenka                                   | Gary Halvorson | námět: Susan Beavers a Eddie Gorodetsky scénář: Chuck Lorre a Lee Aronsohn               | 26. září 2005      | vysíláno      |
| 51           | 3         | Carpet Burns and a Bite Mark                 | Odřená kolena a otisk zubů                         | Gary Halvorson | námět: Chuck Lorre scénář: Lee Aronsohn a Don Foster                                     | 3. října 2005      | vysíláno      |
| 52           | 4         | Your Dismissive Attitude Toward Boobs        | Nezájem o kozy                                     | Gary Halvorson | námět: Chuck Lorre a Lee Aronsohn scénář: Eddie Gorodetsky a Mark Roberts                | 10. října 2005     | vysíláno      |
| 53           | 5         | We Called It Mr. Pinky                       | Říkáme mu pan Malíček                              | Gary Halvorson | námět: Mark Roberts a Susan Beavers scénář: Chuck Lorre a Lee Aronsohn                   | 17. října 2005     | vysíláno      |
| 54           | 6         | Hi, Mr. Horned One                           | Ahoj, pane Rohatý                                  | Gary Halvorson | námět: Eddie Gorodetsky a Mark Roberts scénář: Chuck Lorre a Lee Aronsohn                | 24. října 2005     | vysíláno      |
| 55           | 7         | Sleep Tight, Puddin' Pop                     | Hezky spinkej, lízátko                             | Gary Halvorson | námět: Eddie Gorodetsky a Don Foster scénář: Chuck Lorre a Lee Aronsohn                  | 7. listopadu 2005  | vysíláno      |
| 56           | 8         | That Voodoo That I Do Do                     | Co umí moje vúdú                                   | Gary Halvorson | námět: Chuck Lorre a Lee Aronsohn scénář: Eddie Gorodetsky a Mark Roberts                | 14. listopadu 2005 | vysíláno      |
| 57           | 9         | Madame and Her Special Friend                | Madam a její zvláštní přítel                       | Asaad Kelada   | námět: Jeff Abugov a Susan Beavers scénář: Chuck Lorre a Lee Aronsohn                    | 21. listopadu 2005 | vysíláno      |
| 58           | 10        | Something Salted and Twisted                 | Něco slaného a zkrouceného                         | Rob Schiller   | námět: Eddie Gorodetsky a Mark Roberts scénář: Chuck Lorre a Lee Aronsohn                | 28. listopadu 2005 | vysíláno      |
| 59           | 11        | Santa's Village of the Damned                | Santova vesnička prokletých                        | Rob Schiller   | námět: Chuck Lorre a Lee Aronsohn scénář: Don Foster a Susan Beavers                     | 19. prosince 2005  | vysíláno      |
| 60           | 12        | That Special Tug                             | Telepatie                                          | Rob Schiller   | námět: Don Foster a Susan Beavers scénář: Chuck Lorre a Lee Aronsohn                     | 9. ledna 2006      | vysíláno      |
| 61           | 13        | Humiliation is a Visual Medium               | Ponížení je nutné                                  | Rob Schiller   | námět: Chuck Lorre a Lee Aronsohn scénář: Mark Roberts a Eddie Gorodetsky                | 23. ledna 2006     | vysíláno      |
| 62           | 14        | Love Isn't Blind, It's Retarded              | Láska je divná věc                                 | Gary Halvorson | námět: Chuck Lorre, Lee Aronsohn a Jeff Abugov scénář: Don Foster a Susan Beavers        | 6. února 2006      | vysíláno      |
| 63           | 15        | My Tongue is Meat                            | Bez masa to nejde                                  | Gary Halvorson | námět: Eddie Gorodetsky a Mark Roberts scénář: Chuck Lorre a Lee Aronsohn                | 27. února 2006     | vysíláno      |
| 64           | 16        | Ergo, the Booty Call                         | Divoké překvapení                                  | Gary Halvorson | námět: Chuck Lorre a Lee Aronsohn scénář: Don Foster a Susan Beavers                     | 6. března 2006     | vysíláno      |
| 65           | 17        | The Unfortunate Little Schnauzer             | Nebohý knírač                                      | Gary Halvorson | námět: Chuck Lorre a Lee Aronsohn scénář: Mark Roberts a Eddie Gorodetsky                | 13. března 2006    | vysíláno      |
| 66           | 18        | The Spit-Covered Cobbler                     | Poplivaný koláč                                    | Gary Halvorson | námět: Eddie Gorodetsky a Mark Roberts scénář: Chuck Lorre a Lee Aronsohn                | 20. března 2006    | vysíláno      |
| 67           | 19        | Golly Moses, She's a Muffin                  | Ježkovy voči, to je kost                           | Gary Halvorson | námět: Chuck Lorre a Lee Aronsohn scénář: Mark Roberts a Eddie Gorodetsky                | 10. dubna 2006     | vysíláno      |
| 68           | 20        | Always a Bridesmaid, Never a Burro           | Navždy družička, nikdy oslík                       | Gary Halvorson | námět: Lee Aronsohn a Chuck Lorre scénář: Susan Beavers a Don Foster                     | 24. dubna 2006     | vysíláno      |
| 69           | 21        | And the Plot Moistens                        | A zápletka houstne                                 | Jerry Zaks     | námět: Eddie Gorodetsky a Jim Patterson scénář: Chuck Lorre, Lee Aronsohn a Mark Roberts | 1. května 2006     | vysíláno      |
| 70           | 22        | Just Once with Aunt Sophie                   | Velká párty                                        | Lee Aronsohn   | Lee Aronsohn a Chuck Lorre                                                               | 8. května 2006     | vysíláno      |
| 71           | 23        | Arguments for the Quickie                    | Dobré důvody                                       | James Widdoes  | námět: Susan Beavers a Don Foster scénář: Chuck Lorre a Lee Aronsohn                     | 15. května 2006    | vysíláno      |
| 72           | 24        | That Pistol-Packin' Hermaphrodite            | Problémy se svatbou                                | James Widdoes  | námět: Chuck Lorre a Lee Aronsohn scénář: Susan Beavers a Don Foster                     | 22. května 2006    | vysíláno      |

### Čtvrtá řada (2006–2007)
| Č. v seriálu | Č. v řadě | Původní název                         | Český název                          | Režie            | Scénář                                                                                    | Premiéra v USA     | Premiéra v ČR |
| ------------ | --------- | ------------------------------------- | ------------------------------------ | ---------------- | ----------------------------------------------------------------------------------------- | ------------------ | ------------- |
| 73           | 1         | Working for Caligula                  | Deprese                              | Gary Halvorson   | Lee Aronsohn a Chuck Lorre                                                                | 18. září 2006      | vysíláno      |
| 74           | 2         | Who's Vod Kanockers?                  | Čí je to vina?                       | Gary Halvorson   | námět: Chuck Lorre a Lee Aronsohn scénář: Don Foster a Eddie Gorodetsky                   | 25. září 2006      | vysíláno      |
| 75           | 3         | The Sea is a Harsh Mistress           | Moře je krutá milenka                | Gary Halvorson   | námět: Chuck Lorre a Lee Aronsohn scénář: Eddie Gorodetsky a Mark Roberts                 | 2. října 2006      | vysíláno      |
| 76           | 4         | A Pot Smoking Monkey                  | Opice kouřící trávu                  | Gary Halvorson   | námět: Bill Prady a Maria Espada Pearce scénář: Chuck Lorre, Lee Aronsohn a Susan Beavers | 9. října 2006      | vysíláno      |
| 77           | 5         | A Live Woman of Proven Fertility      | Živá a prokazatelně plodná žena      | Gary Halvorson   | námět: Don Foster a Susan Beavers scénář: Chuck Lorre a Lee Aronsohn                      | 16. října 2006     | vysíláno      |
| 78           | 6         | Apologies for the Frivolity           | Omlouvám se za ty vtípky             | Gary Halvorson   | námět: Chuck Lorre a Lee Aronsohn scénář: Don Foster a Mark Roberts                       | 23. října 2006     | vysíláno      |
| 79           | 7         | Repeated Blows to His Unformed Head   | Opakovaný rány do jeho nevinný hlavy | Gary Halvorson   | námět: Chuck Lorre a Lee Aronsohn scénář: Eddie Gorodetsky a Jim Patterson                | 6. listopadu 2006  | vysíláno      |
| 80           | 8         | Release the Dogs                      | Vypusťte psy                         | Gary Halvorson   | námět: Susan Beavers a Jim Patterson scénář: Chuck Lorre a Lee Aronsohn                   | 13. listopadu 2006 | vysíláno      |
| 81           | 9         | Corey's Been Dead for an Hour         | Corey je už hodinu mrtvá             | Gary Halvorson   | námět: Mark Roberts a Don Foster scénář: Lee Aronsohn a Chuck Lorre                       | 20. listopadu 2006 | vysíláno      |
| 82           | 10        | Kissing Abe Lincoln                   | Líbal jsem Abrahama Lincolna         | Gary Halvorson   | námět: Eddie Gorodetsky a Mark Roberts scénář: Chuck Lorre a Lee Aronsohn                 | 27. listopadu 2006 | vysíláno      |
| 83           | 11        | Walnuts and Demerol                   | Vánoční večírek                      | Gary Halvorson   | námět: Lee Aronsohn a Chuck Lorre scénář: Susan Beavers a Jim Patterson                   | 11. prosince 2006  | vysíláno      |
| 84           | 12        | Castrating Sheep in Montana           | Kastrování ovcí v Montaně            | James Widdoes    | námět: Chuck Lorre a Lee Aronsohn scénář: Mark Roberts a Eddie Gorodetsky                 | 8. ledna 2007      | vysíláno      |
| 85           | 13        | Don't Worry, Speed Racer              | Není čeho se bát                     | Gary Halvorson   | námět: Mark Roberts a Susan Beavers scénář: Chuck Lorre a Lee Aronsohn                    | 22. ledna 2007     | vysíláno      |
| 86           | 14        | That's Summer Sausage, Not Salami     | Nová sousedka                        | Gary Halvorson   | námět: Chuck Lorre a Lee Aronsohn scénář: Don Foster, Susan Beavers a Jim Patterson       | 5. února 2007      | vysíláno      |
| 87           | 15        | My Damn Stalker                       | Odjezd                               | James Widdoes    | námět: Chuck Lorre a Lee Aronsohn scénář: Mark Roberts a Eddie Gorodetsky                 | 12. února 2007     | vysíláno      |
| 88           | 16        | Young People Have Phlegm Too          | Nejsem starý                         | Andrew D. Weyman | námět: Eddie Gorodetsky a Mark Roberts scénář: Chuck Lorre a Lee Aronsohn                 | 19. února 2007     | vysíláno      |
| 89           | 17        | I Merely Slept with a Commie          | Moje rodina                          | Gary Halvorson   | námět: Chuck Lorre a Lee Aronsohn scénář: Susan Beavers a Jim Patterson                   | 26. února 2007     | vysíláno      |
| 90           | 18        | It Never Rains in Hooterville         | Na plakátech nikdy neprší            | Gary Halvorson   | námět: Lee Aronsohn a Chuck Lorre scénář: Don Foster a Mark Roberts                       | 19. března 2007    | vysíláno      |
| 91           | 19        | Smooth as a Ken Doll                  | Úlisný jako Ken                      | Gary Halvorson   | námět: Chuck Lorre a Lee Aronsohn scénář: Susan Beavers, Eddie Gorodetsky a Don Foster    | 9. dubna 2007      | vysíláno      |
| 92           | 20        | Aunt Myra Doesn't Pee a Lot           | Teta Myra nechodí často močit        | Jerry Zaks       | námět: Eddie Gorodetsky a Jim Patterson scénář: Lee Aronsohn a Chuck Lorre                | 16. dubna 2007     | vysíláno      |
| 93           | 21        | Tucked, Taped and Gorgeous            | Zhulenej, namazanej a krásnej        | Jerry Zaks       | námět: Chuck Lorre a Lee Aronsohn scénář: Mark Roberts a Don Foster                       | 23. dubna 2007     | vysíláno      |
| 94           | 22        | Mr. McGlue's Feedbag                  | Obročnice pana McGluea               | Jon Cryer        | námět: Lee Aronsohn a Chuck Lorre scénář: Jim Patterson a Don Foster                      | 30. dubna 2007     | vysíláno      |
| 95           | 23        | Anteaters. They're Just Crazy-Lookin' | Mravenečníci vypadají jak šílenci    | Lee Aronsohn     | námět: Lee Aronsohn a Chuck Lorre scénář: Don Foster, Mark Roberts a Jim Patterson        | 7. května 2007     | vysíláno      |
| 96           | 24        | Prostitutes and Gelato                | Prostitutky a zmrzlina               | Ted Wass         | námět: Susan Beavers a Eddie Gorodetsky scénář: Chuck Lorre a Lee Aronsohn                | 14. května 2007    | vysíláno      |

### Pátá řada (2007–2008)
| Č. v seriálu | Č. v řadě | Původní název                         | Český název                                  | Režie         | Scénář | Premiéra v USA     | Premiéra v ČR |
| ------------ | --------- | ------------------------------------- | -------------------------------------------- | ------------- | --- | ------------------ | ------------- |
| 97           | 1         | Large Birds, Spiders and Mom          | Velký ptáci, pavouci a máma                  | Ted Wass      | námět: Mark Roberts a Eddie Gorodetsky scénář: Lee Aronsohn a Chuck Lorre                                           | 24. září 2007      | vysíláno      |
| 98           | 2         | Media Room Slash Dungeon              | Těžká práce realitního agenta                | Ted Wass      | námět: Chuck Lorre a Lee Aronsohn scénář: Don Foster, Susan Beavers a Jim Patterson                                 | 1. října 2007      | vysíláno      |
| 99           | 3         | Dum Diddy Dum Diddy Doo               | Ponaučení                                    | Ted Wass      | Lee Aronsohn a Chuck Lorre                                                                                          | 18. října 2007     | vysíláno      |
| 100          | 4         | City of Great Racks                   | Vidiny                                       | James Widdoes | námět: Chuck Lorre, Lee Aronsohn, Don Foster a Mark Roberts scénář: Eddie Gorodetsky, Susan Beavers a Jim Patterson | 15. října 2007     | vysíláno      |
| 101          | 5         | Putting Swim Fins on a Cat            | Pan Chůva                                    | James Widdoes | námět: Mark Roberts scénář: Don Foster a Eddie Gorodetsky                                                           | 22. října 2007     | vysíláno      |
| 102          | 6         | Help Daddy Find His Toenail           | Pomoz tatínkovi hledat nehet z prstu na noze | James Widdoes | námět: Chuck Lorre a Lee Aronsohn scénář: Susan Beavers a Jim Patterson                                             | 29. října 2007     | vysíláno      |
| 103          | 7         | Our Leather Gear Is in the Guest Room | Kožená výbava je v pokoji pro hosty          | Ted Wass      | Chuck Lorre a Lee Aronsohn                                                                                          | 5. listopadu 2007  | vysíláno      |
| 104          | 8         | Is There a Mrs. Waffles?              | Existuje paní Waflová?                       | Ted Wass      | námět: Susan Beavers a Jim Patterson scénář: Chuck Lorre a Lee Aronsohn                                             | 12. listopadu 2007 | vysíláno      |
| 105          | 9         | Tight's Good                          | Úzký jsou dobrý                              | Jean Sagal    | námět: Mark Roberts scénář: Don Foster a Eddie Gorodetsky                                                           | 19. listopadu 2007 | vysíláno      |
| 106          | 10        | Kinda Like Necrophilia                | Skoro jako nekrofilie                        | Ted Wass      | námět: Jim Patterson a Susan Beavers scénář: Chuck Lorre a Lee Aronsohn                                             | 26. listopadu 2007 | vysíláno      |
| 107          | 11        | Meander to Your Dander                | Přímo k cíli                                 | James Widdoes | námět: Don Foster Mark Roberts scénář: Susan Beavers a Jim Patterson                                                | 17. března 2008    | vysíláno      |
| 108          | 12        | A Little Clammy and None Too Fresh    | Trochu vlhkej a malinko zvadlej              | James Widdoes | námět: Susan Beavers a Jim Patterson scénář: Chuck Lorre a Lee Aronsohn                                             | 24. března 2008    | vysíláno      |
| 109          | 13        | The Soil is Moist                     | Půda musí být vlhká                          | James Widdoes | námět: Eddie Gorodetsky scénář: Chuck Lorre a Lee Aronsohn                                                          | 31. března 2008    | vysíláno      |
| 110          | 14        | Winky-Dink Time                       | Jak je to s přesčasem                        | James Widdoes | námět: Mark Roberts scénář: Eddie Gorodetsky a Jim Patterson                                                        | 14. dubna 2008     | vysíláno      |
| 111          | 15        | Rough Night in Hump Junction          | Těžká noc ve zvířecím doupěti                | James Widdoes | námět: Mark Roberts scénář: Chuck Lorre a Lee Aronsohn                                                              | 21. dubna 2008     | vysíláno      |
| 112          | 16        | Look at Me, Mommy, I'm Pretty         | Koukni se na mě, mami, jsem krásnej          | Joel Zwick    | námět: Chuck Lorre a Lee Aronsohn scénář: Eddie Gorodetsky, Don Foster a Susan Beavers                              | 28. dubna 2008     | vysíláno      |
| 113          | 17        | Fish in a Drawer                      | Ryba v šuplíku                               | Jeff Melman   | námět: Carol Mendelsohn a Naren Shankar scénář: Sarah Goldfinger a Evan Dunsky                                      | 5. května 2008     | vysíláno      |
| 114          | 18        | If My Hole Could Talk                 | Kdyby tak propast v mém nitru mohla mluvit   | Jon Cryer     | námět: Chuck Lorre a Lee Aronsohn scénář: Eddie Gorodetsky, Jim Patterson a Mark Roberts                            | 12. května 2008    | vysíláno      |
| 115          | 19        | Waiting for the Right Snapper         | Čekání na kajmanku dravou                    | Jeff Melman   | námět: Eddie Gorodetsky Don Foster scénář: Mark Roberts, Lee Aronsohn a Chuck Lorre                                 | 19. května 2008    | vysíláno      |

### Šestá řada (2008–2009)
| Č. v seriálu | Č. v řadě | Původní název                         | Český název                             | Režie         | Scénář | Premiéra v USA     | Premiéra v ČR |
| ------------ | --------- | ------------------------------------- | --------------------------------------- | ------------- | --- | ------------------ | ------------- |
| 116          | 1         | Taterhead is Our Love Child           | Je to pako plod naší lásky?             | James Widdoes | námět: Chuck Lorre a Lee Aronsohn scénář: Mark Roberts, Don Foster a Jim Patterson                                  | 22. září 2008      | vysíláno      |
| 117          | 2         | Pie Hole, Herb                        | Mám rád kulatý čísla                    | James Widdoes | námět: Chuck Lorre a Lee Aronsohn scénář: Eddie Gorodetsky a Susan Beavers                                          | 29. září 2008      | vysíláno      |
| 118          | 3         | Damn You, Eggs Benedict               | Všeho s mírou                           | Jean Sagal    | námět: Mark Roberts a Don Foster scénář: Chuck Lorre a Lee Aronsohn                                                 | 6. října 2008      | vysíláno      |
| 119          | 4         | The Flavin' and the Mavin             | Už nejsem ten starý Charlie             | James Widdoes | námět: Chuck Lorre a Lee Aronsohn scénář: Eddie Gorodetsky a Jim Patterson                                          | 13. října 2008     | vysíláno      |
| 120          | 5         | A Jock Strap in Hell                  | Nosí se v pekle suspenzory?             | Jean Sagal    | námět: Chuck Lorre a Lee Aronsohn scénář: Don Foster, Eddie Gorodetsky a Susan Beavers                              | 20. října 2008     | vysíláno      |
| 121          | 6         | It's Always Nazi Week                 | Bylo to o nacistech                     | James Widdoes | námět: Chuck Lorre a Lee Aronsohn scénář: Mark Roberts a Jim Patterson                                              | 3. listopadu 2008  | vysíláno      |
| 122          | 7         | Best H.O. Money Can Buy               | Lepší mašiny za prachy nekoupíš         | James Widdoes | námět: Chuck Lorre a Lee Aronsohn scénář: Mark Roberts, Don Foster a Eddie Gorodetsky                               | 10. listopadu 2008 | vysíláno      |
| 123          | 8         | Pinocchio's Mouth                     | Pinocchiova ústa                        | Jeff Melman   | námět: Chuck Lorre a Mark Roberts scénář: Don Foster a Jim Patterson                                                | 17. listopadu 2008 | vysíláno      |
| 124          | 9         | The Mooch at the Boo                  | Příživník v Malibu                      | Jeff Melman   | námět: Chuck Lorre a Lee Aronsohn scénář: Eddie Gorodetsky a Susan Beavers                                          | 24. listopadu 2008 | vysíláno      |
| 125          | 10        | He Smelled the Ham, He Got Excited    | Ucítil šunku a rozrušilo ho to          | Jeff Melman   | námět: Mark Roberts scénář: Don Foster a Susan Beavers                                                              | 8. prosince 2008   | vysíláno      |
| 126          | 11        | The Devil's Lube                      | Čtyři milenky a jeden pohřeb            | Jeff Melman   | námět: Chuck Lorre, Lee Aronsohn a Mark Roberts scénář: Don Foster, Eddie Gorodetsky, Susan Beavers a Jim Patterson | 15. prosince 2008  | vysíláno      |
| 127          | 12        | Thank God for Scoliosis               | Zaplať pánbůh za skoliózu               | Jeff Melman   | námět: Eddie Gorodetsky a Jim Patterson scénář: Chuck Lorre a Mark Roberts                                          | 12. ledna 2009     | vysíláno      |
| 128          | 13        | I Think You Offended Don              | Myslím, že jsi Dana urazil              | Jeff Melman   | námět: Chuck Lorre a Mark Roberts scénář: Lee Aronsohn, Don Foster a Jim Patterson                                  | 19. ledna 2009     | vysíláno      |
| 129          | 14        | David Copperfield Slipped Me a Roofie | David Copperfield mi podstrčil rohypnol | Jeff Melman   | námět: Mark Roberts scénář: Don Foster a Jim Patterson                                                              | 2. února 2009      | vysíláno      |
| 130          | 15        | I'd Like to Start with the Cat        | Vzal bych to od té kočky                | Jeff Melman   | námět: Chuck Lorre scénář: Mark Roberts, Don Foster a Susan Beavers                                                 | 9. února 2009      | vysíláno      |
| 131          | 16        | She'll Still Be Dead at Halftime      | Bude mrtvá i o poločase                 | Jeff Melman   | námět: Mark Roberts scénář: Don Foster a Eddie Gorodetsky                                                           | 2. března 2009     | vysíláno      |
| 132          | 17        | The 'Ocu' or the 'Pado'               | "Obsa" nebo "Zeno"                      | James Widdoes | námět: Susan Beavers a Jim Patterson scénář: Mark Roberts a Don Foster                                              | 9. března 2009     | vysíláno      |
| 133          | 18        | My Son's Enormous Head                | Velká hlava mého syna                   | James Widdoes | námět: Lee Aronsohn a Jim Patterson scénář: Susan Beavers a Eddie Gorodetsky                                        | 16. března 2009    | vysíláno      |
| 134          | 19        | The Two Finger Rule                   | Pravidlo dvou prstů                     | James Widdoes | námět: Chuck Lorre a Lee Aronsohn scénář: Susan Beavers, Eddie Gorodetsky a Jim Patterson                           | 30. března 2009    | vysíláno      |
| 135          | 20        | Hello, I am Alan Cousteau             | Zdravím, jsem Alan Cousteau             | James Widdoes | námět: Chuck Lorre a Mark Roberts scénář: Lee Aronsohn, Susan Beavers a Eddie Gorodetsky                            | 13. dubna 2009     | vysíláno      |
| 136          | 21        | Above Exalted Cyclops                 | Seznamte se s Rose                      | James Widdoes | námět: Chuck Lorre a Lee Aronsohn scénář: Don Foster a Eddie Gorodetsky                                             | 27. dubna 2009     | vysíláno      |
| 137          | 22        | Sir Lancelot's Litter Box             | Záchůdek sira Lancelota                 | Jon Cryer     | námět: Chuck Lorre, Lee Aronsohn a Don Foster scénář: Susan Beavers, Eddie Gorodetsky a Jim Patterson               | 4. května 2009     | vysíláno      |
| 138          | 23        | Good Morning, Mrs. Butterworth        | Dobré ráno, paní Butterworthová         | Mark Roberts  | námět: Don Foster a Sid Youngers scénář: Mark Roberts a Eddie Gorodetsky                                            | 11. května 2009    | vysíláno      |
| 139          | 24        | Baseball Was Better with Steroids     | Baseball byl lepší se steroidy          | Lee Aronsohn  | námět: Mark Roberts a Susan Beavers scénář: Chuck Lorre a Lee Aronsohn                                              | 18. května 2009    | vysíláno      |

### Sedmá řada (2009–2010)
| Č. v seriálu | Č. v řadě | Původní název                       | Český název                           | Režie         | Scénář | Premiéra v USA     | Premiéra v ČR |
| ------------ | --------- | ----------------------------------- | ------------------------------------- | ------------- | --- | ------------------ | ------------- |
| 140          | 1         | 818-jklpuzo                         | 818-jklpuzo                           | James Widdoes | námět: Chuck Lorre, Lee Aronsohn a Mark Roberts scénář: Eddie Gorodetsky, Don Foster a Susan Beavers                                  | 21. září 2009      | vysíláno      |
| 141          | 2         | Whipped Unto the Third Generation   | Zotročení do třetího kolena           | James Widdoes | Mark Roberts | 28. září 2009      | vysíláno      |
| 142          | 3         | Mmm, Fish. Yum.                     | Hmm, ryba. Mňam                       | James Widdoes | námět: Chuck Lorre, Lee Aronsohn a Don Foster scénář: Eddie Gorodetsky, Susan Beavers a Jim Patterson                                 | 5. října 2009      | vysíláno      |
| 143          | 4         | Laxative Tester, Horse Inseminator  | Testovat projímadla, inseminovat koně | James Widdoes | námět: Susan Beavers a Eddie Gorodetsky scénář: Chuck Lorre, Lee Aronsohn a Mark Roberts                                              | 12. října 2009     | vysíláno      |
| 144          | 5         | For the Sake of the Child           | V zájmu toho kluka                    | James Widdoes | námět: Chuck Lorre, Lee Aronsohn a Mark Roberts scénář: Don Foster a Jim Patterson                                                    | 19. října 2009     | vysíláno      |
| 145          | 6         | Give Me Your Thumb                  | Dej mi palec                          | James Widdoes | námět: Chuck Lorre a Mark Roberts scénář: David Richardson                                                                            | 2. listopadu 2009  | vysíláno      |
| 146          | 7         | Untainted by Filth                  | Neposkvrněná hříchem                  | James Widdoes | námět: Chuck Lorre, Lee Aronsohn a Don Foster scénář: Eddie Gorodetsky, Susan Beavers a Jim Patterson                                 | 9. listopadu 2009  | vysíláno      |
| 147          | 8         | Gorp. Fnark. Schmegle.              | Perfektní nástroj                     | James Widdoes | námět: Chuck Lorre, Lee Aronsohn a Mark Roberts scénář: Don Foster, Eddie Gorodetsky, Susan Beavers a Jim Patterson                   | 16. listopadu 2009 | vysíláno      |
| 148          | 9         | Captain Terry's Spray-On Hair       | Vlasy kapitána Terryho                | James Widdoes | námět: Don Foster, Eddie Gorodetsky, Susan Beavers a Jim Patterson scénář: Chuck Lorre, Lee Aronsohn a Mark Roberts                   | 23. listopadu 2009 | vysíláno      |
| 149          | 10        | That's Why They Call It Ball Room   | Nebyl by to tanec, ale kulečník       | James Widdoes | námět: Chuck Lorre a Jim Patterson scénář: Lee Aronsohn, Mark Roberts, Don Foster a Eddie Gorodetsky                                  | 7. prosince 2009   | vysíláno      |
| 150          | 11        | Warning, It's Dirty                 | Pozor, je to neslušný                 | James Widdoes | námět: Chuck Lorre a Mark Roberts scénář: Lee Aronsohn, Eddie Gorodetsky a Don Foster                                                 | 14. prosince 2009  | vysíláno      |
| 151          | 12        | Fart Jokes, Pie and Celeste         | Vtipy o prdech, koláč a Celeste       | James Widdoes | námět: Chuck Lorre, Lee Aronsohn, Mark Roberts a Don Foster scénář: Susan Beavers, Eddie Gorodetsky, Jim Patterson a David Richardson | 11. ledna 2010     | vysíláno      |
| 152          | 13        | Yay, No Polyps!                     | Sláva, žádné polypy                   | James Widdoes | námět: Chuck Lorre a Lee Aronsohn scénář: Mark Roberts, Don Foster a Jim Patterson                                                    | 18. ledna 2010     | vysíláno      |
| 153          | 14        | Crude and Uncalled For              | Hloupé a nevhodné                     | James Widdoes | námět: Chuck Lorre a Lee Aronsohn scénář: Mark Roberts, Don Foster a Eddie Gorodetsky                                                 | 1. února 2010      | vysíláno      |
| 154          | 15        | Aye, Aye, Captain Douche            | Rozkaz, kapitáne Gumo                 | James Widdoes | námět: Chuck Lorre, Lee Aronsohn a Susan Beavers scénář: Mark Roberts, Don Foster a Jim Patterson                                     | 8. února 2010      | vysíláno      |
| 155          | 16        | Tinkle Like a Princess              | Čůrat jako princezna                  | James Widdoes | námět: Chuck Lorre a Lee Aronsohn scénář: Mark Roberts, Don Foster a Jim Patterson                                                    | 1. března 2010     | vysíláno      |
| 156          | 17        | I Found Your Moustache              | Našla jsem tvůj knír                  | James Widdoes | námět: Chuck Lorre, Lee Aronsohn a Mark Roberts scénář: Don Foster, Eddie Gorodetsky a Jim Patterson                                  | 8. března 2010     | vysíláno      |
| 157          | 18        | Ixnay on the Oggie Day              | Pořád zatloukat                       | James Widdoes | námět: Don Foster, Eddie Gorodetsky a Jim Patterson scénář: Chuck Lorre, Lee Aronsohn a Mark Roberts                                  | 22. března 2010    | vysíláno      |
| 158          | 19        | Keith Moon Is Vomiting in His Grave | Keith Moon zvrací v hrobě             | James Widdoes | námět: Mark Roberts a Don Foster scénář: Eddie Gorodetsky a Jim Patterson                                                             | 12. dubna 2010     | vysíláno      |
| 159          | 20        | I Called Him Magoo                  | Říkala jsem mu Magoo                  | James Widdoes | námět: Chuck Lorre a Lee Aronsohn scénář: Mark Roberts, Don Foster a Susan Beavers                                                    | 10. května 2010    | vysíláno      |
| 160          | 21        | Gumby with a Pokey                  | Kozel i zahradník                     | James Widdoes | námět: Chuck Lorre, Lee Aronsohn, Susan Beavers a David Richardson scénář: Mark Roberts, Don Foster, Eddie Gorodetsky a Jim Patterson | 17. května 2010    | vysíláno      |
| 161          | 22        | This Is Not Gonna End Well          | Tohle neskončí dobře                  | Lee Aronsohn  | námět: Chuck Lorre, Lee Aronsohn, Mark Roberts a Don Foster scénář: Eddie Gorodetsky, Susan Beavers, Jim Patterson a David Richardson | 24. května 2010    | vysíláno      |

### Osmá řada (2010–2011)
| Č. v seriálu | Č. v řadě | Původní název                          | Český název                           | Režie         | Scénář                                                                                                   | Premiéra v USA     | Premiéra v ČR |
| ------------ | --------- | -------------------------------------- | ------------------------------------- | ------------- | --- | ------------------ | ------------- |
| 162          | 1         | Three Girls and a Guy Named Bud        | Dá se tady surfovat?                  | James Widdoes | námět: Chuck Lorre a Lee Aronsohn scénář: Don Foster, Jim Patterson a Eddie Gorodetsky                   | 20. září 2010      | vysíláno      |
| 163          | 2         | A Bottle of Wine and a Jackhammer      | Láhev vína a sbíječka                 | James Widdoes | námět: Chuck Lorre, Lee Aronsohn a Susan Beavers scénář: Don Foster, Eddie Gorodetsky a Jim Patterson    | 27. září 2010      | vysíláno      |
| 164          | 3         | A Pudding-Filled Cactus                | Pudinkem plněný kaktus                | James Widdoes | námět: Chuck Lorre, Lee Aronsohn a David Richardson scénář: Don Foster, Eddie Gorodetsky a Susan Beavers | 4. října 2010      | vysíláno      |
| 165          | 4         | Hookers, Hookers, Hookers              | Šlapky, šlapky, šlapky                | James Widdoes | námět: Don Foster, Eddie Gorodetsky a Susan Beavers scénář: Chuck Lorre, Lee Aronsohn a Jim Patterson    | 11. října 2010     | vysíláno      |
| 166          | 5         | The Immortal Mr. Billy Joel            | Nesmrtelný pan Billy Joel             | James Widdoes | námět: Chuck Lorre, Lee Aronsohn a Don Foster scénář: Eddie Gorodetsky, Susan Beavers a Jim Patterson    | 18. října 2010     | vysíláno      |
| 167          | 6         | Twanging Your Magic Clanger            | Oklepávání kouzelné hůlky             | James Widdoes | námět: Lee Aronsohn a Don Foster scénář: Chuck Lorre, Eddie Gorodetsky a Jim Patterson                   | 25. října 2010     | vysíláno      |
| 168          | 7         | The Crazy Bitch Gazette                | Figuríny nejvyšší kvality             | James Widdoes | námět: Chuck Lorre a Lee Aronsohn scénář: Don Foster, Eddie Gorodetsky a Jim Patterson                   | 1. listopadu 2010  | vysíláno      |
| 169          | 8         | Springtime on a Stick                  | Jarní vánek na špejli                 | James Widdoes | Eddie Gorodetsky a Jim Patterson                                                                         | 8. listopadu 2010  | vysíláno      |
| 170          | 9         | A Good Time in Central Africa          | Když si chceš užít v centrální Africe | James Widdoes | námět: Don Reo scénář: Eddie Gorodetsky a Jim Patterson                                                  | 15. listopadu 2010 | vysíláno      |
| 171          | 10        | Ow, Ow, Don't Stop                     | Jau, jau, nepřestávej                 | James Widdoes | námět: Chuck Lorre a Lee Aronsohn scénář: Susan Beavers, Don Reo a David Richardson                      | 22. listopadu 2010 | vysíláno      |
| 172          | 11        | Dead from the Waist Down               | Mrtvý od pasu dolů                    | James Widdoes | námět: Susan Beavers, David Richardson a Don Reo scénář: Chuck Lorre a Lee Aronsohn                      | 6. prosince 2010   | vysíláno      |
| 173          | 12        | Chocolate Diddlers or My Puppy's Dead  | Čokoňamky aneb umřelo mi štěně        | James Widdoes | námět: Chuck Lorre scénář: Eddie Gorodetsky a Jim Patterson                                              | 13. prosince 2010  | vysíláno      |
| 174          | 13        | Skunk, Dog Crap and Ketchup            | Tchoř, psí výkaly a kečup             | James Widdoes | námět: Alissa Neubauer scénář: Chuck Lorre, Lee Aronsohn, Don Reo a David Richardson                     | 3. ledna 2011      | vysíláno      |
| 175          | 14        | Lookin' for Japanese Subs              | Pátrání po japonských ponorkách       | James Widdoes | námět: Chuck Lorre a Lee Aronsohn scénář: Eddie Gorodetsky, Susan Beavers a Jim Patterson                | 17. ledna 2011     | vysíláno      |
| 176          | 15        | Three Hookers and a Philly Cheesesteak | Tři šlapky a sendvič                  | James Widdoes | Eddie Gorodetsky a Jim Patterson                                                                         | 7. února 2011      | vysíláno      |
| 177          | 16        | That Darn Priest                       | Ten zatracený kněz                    | James Widdoes | námět: Chuck Lorre a Lee Aronsohn scénář: Susan Beavers, David Richardson a Don Reo                      | 14. února 2011     | vysíláno      |

### Devátá řada (2011–2012)
| Č. v seriálu | Č. v řadě | Původní název                    | Český název                   | Režie         | Scénář | Premiéra v USA     | Premiéra v ČR |
| ------------ | --------- | -------------------------------- | ----------------------------- | ------------- | --- | ------------------ | ------------- |
| 178          | 1         | Nice to Meet You, Walden Schmidt | Těší mě, Waldene Schmidte     | James Widdoes | Chuck Lorre, Lee Aronsohn, Eddie Gorodetsky a Jim Patterson                                                          | 19. září 2011      | vysíláno      |
| 179          | 2         | People Who Love Peepholes        | Lidé milující kukátka         | James Widdoes | Chuck Lorre, Lee Aronsohn, Eddie Gorodetsky a Jim Patterson                                                          | 26. září 2011      | vysíláno      |
| 180          | 3         | Big Girls Don't Throw Food       | Velké holky s jídlem neházejí | James Widdoes | námět: Chuck Lorre a Andrew J. B. Aronsohn scénář: Eddie Gorodetsky a Jim Patterson                                  | 3. října 2011      | vysíláno      |
| 181          | 4         | Nine Magic Fingers               | Devět kouzelných prstů        | James Widdoes | námět: Eddie Gorodetsky a Jim Patterson scénář: Chuck Lorre a Lee Aronsohn                                           | 10. října 2011     | vysíláno      |
| 182          | 5         | A Giant Cat Holding a Churro     | Není nad upřímnost            | James Widdoes | námět: Chuck Lorre, Lee Aronsohn, Eddie Gorodetsky a Jim Patterson scénář: Susan Beavers, Don Reo a David Richardson | 17. října 2011     | vysíláno      |
| 183          | 6         | The Squat and the Hover          | Mezi námi děvčaty             | James Widdoes | námět: Chuck Lorre, Lee Aronsohn, Eddie Gorodetsky a Jim Patterson scénář: Susan Beavers, Don Reo a David Richardson | 24. října 2011     | vysíláno      |
| 184          | 7         | Those Fancy Japanese Toilets     | Šikovné japonské toalety      | James Widdoes | námět: Chuck Lorre a Lee Aronsohn scénář: Eddie Gorodetsky a Jim Patterson                                           | 31. října 2011     | vysíláno      |
| 185          | 8         | Thank You for the Intercourse    | Díky za skvělý sex            | James Widdoes | námět: Chuck Lorre a Susan McMartin scénář: Lee Aronsohn, Eddie Gorodetsky a Jim Patterson                           | 7. listopadu 2011  | vysíláno      |
| 186          | 9         | Frodo's Headshots                | Frodo                         | James Widdoes | námět: Chuck Lorre a Lee Aronsohn scénář: Susan Beavers, Don Reo a David Richardson                                  | 14. listopadu 2011 | vysíláno      |
| 187          | 10        | A Fishbowl Full of Glass Eyes    | Akvárium plné skleněných očí  | James Widdoes | námět: Chuck Lorre a Gemma Baker scénář: Lee Aronsohn, Eddie Gorodetsky a Jim Patterson                              | 21. listopadu 2011 | vysíláno      |
| 188          | 11        | What a Lovely Landing Strip      | Krásná přistávací dráha       | James Widdoes | námět: Chuck Lorre a Lee Aronsohn scénář: Eddie Gorodetsky, Jim Patterson a Don Reo                                  | 5. prosince 2011   | vysíláno      |
| 189          | 12        | One False Move, Zimbabwe!        | Můj bratr je gorila!          | James Widdoes | námět: Chuck Lorre a Lee Aronsohn scénář: Jim Patterson, Eddie Gorodetsky a Don Reo                                  | 12. prosince 2011  | vysíláno      |
| 190          | 13        | Slowly and in a Circular Fashion | Pomalu a hezky kroužit        | James Widdoes | námět: Chuck Lorre a Ashton Kutcher scénář: Lee Aronsohn a Eddie Gorodetsky a Jim Patterson                          | 2. ledna 2012      | vysíláno      |
| 191          | 14        | A Possum on Chemo                | Vousy                         | James Widdoes | námět: Susan Beavers a Susan McMartin scénář: Chuck Lorre, Eddie Gorodetsky a Jim Patterson                          | 16. ledna 2012     | vysíláno      |
| 192          | 15        | The Duchess of Dull-in-Sack      | Zoey v zoo                    | James Widdoes | námět: Chuck Lorre a Lee Aronsohn scénář: Eddie Gorodetsky, Jim Patterson a Don Reo                                  | 6. února 2012      | vysíláno      |
| 193          | 16        | Sips, Sonnets and Sodomy         | Srky, sonety a sodomie        | James Widdoes | námět: Eddie Gorodetsky, Jim Patterson a Don Reo scénář: Chuck Lorre a Lee Aronsohn                                  | 13. února 2012     | vysíláno      |
| 194          | 17        | Not in My Mouth!                 | Do pusy ne                    | James Widdoes | námět: Eddie Gorodetsky, Jim Patterson a Don Reo scénář: Chuck Lorre a Lee Aronsohn                                  | 20. února 2012     | vysíláno      |
| 195          | 18        | The War Against Gingivitis       | Válka se zánětem dásní        | James Widdoes | námět: Chuck Lorre a Lee Aronsohn scénář: Eddie Gorodetsky, Jim Patterson a Don Reo                                  | 27. února 2012     | vysíláno      |
| 196          | 19        | Palmdale, Ech                    | Maminky                       | James Widdoes | námět: Chuck Lorre a Lee Aronsohn scénář: Eddie Gorodetsky, Jim Patterson a Don Reo                                  | 19. března 2012    | vysíláno      |
| 197          | 20        | Grandma's Pie                    | Babiččina buchtička           | James Widdoes | námět: Eddie Gorodetsky, Jim Patterson a Don Reo scénář: Chuck Lorre a Lee Aronsohn                                  | 9. dubna 2012      | vysíláno      |
| 198          | 21        | Mr. Hose Says 'Yes               | Pan spodek říká ano           | James Widdoes | námět: Lee Aronsohn a Susan Beavers scénář: Chuck Lorre, Eddie Gorodetsky, Jim Patterson a Don Reo                   | 16. dubna 2012     | vysíláno      |
| 199          | 22        | Why We Gave Up Women             | Proč opouštíme ženy           | James Widdoes | námět: Chuck Lorre a Lee Aronsohn scénář: Eddie Gorodetsky, Jim Patterson a Don Reo                                  | 30. dubna 2012     | vysíláno      |
| 200          | 23        | The Straw in My Donut Hole       | Prostrč mi brčko dírou        | James Widdoes | námět: Eddie Gorodetsky, Jim Patterson a Don Reo scénář: Chuck Lorre, Lee Aronsohn a Susan Beavers                   | 7. května 2012     | vysíláno      |
| 201          | 24        | Oh Look! Al-Qaeda!               | Podívejte, Al-Kaida           | James Widdoes | námět: Chuck Lorre a Lee Aronsohn scénář: Eddie Gorodetsky, Jim Patterson a Don Reo                                  | 14. května 2012    | vysíláno      |

### Desátá řada (2012–2013)
| Č. v seriálu | Č. v řadě | Původní název                             | Český název                             | Režie         | Scénář | Premiéra v USA     | Premiéra v ČR |
| ------------ | --------- | ----------------------------------------- | --------------------------------------- | ------------- | --- | ------------------ | ------------- |
| 202          | 1         | I Changed My Mind About the Milk          | Už žádnou trávu                         | James Widdoes | námět: Chuck Lorre a Eddie Gorodetsky scénář: Don Reo a Jim Patterson                                     | 27. září 2012      | vysíláno      |
| 203          | 2         | A Big Bag of Dog                          | Je to velký pes                         | James Widdoes | námět: Chuck Lorre a Don Reo scénář: Jim Patterson a Eddie Gorodetsky                                     | 4. října 2012      | vysíláno      |
| 204          | 3         | Four Balls, Two Bats and One Mitt         | Čtyři míčky, dvě pálky a jedna rukavice | James Widdoes | námět: Don Reo a Jim Patterson scénář: Chuck Lorre a Eddie Gorodetsky                                     | 11. října 2012     | vysíláno      |
| 205          | 4         | You Do Know What the Lollipop's For       | Ty víš, na co je lízátko                | James Widdoes | námět: Chuck Lorre a Alissa Neubauer scénář: Don Reo, Jim Patterson a Eddie Gorodetsky                    | 18. října 2012     | vysíláno      |
| 206          | 5         | That's Not What They Call It in Amsterdam | V Amsterdamu se tomu tak neříká         | James Widdoes | námět: Eddie Gorodetsky a Susan McMartin scénář: Chuck Lorre, Don Reo a Jim Patterson                     | 25. října 2012     | vysíláno      |
| 207          | 6         | Ferrets, Attack!                          | Fretky, do boje                         | James Widdoes | námět: Chuck Lorre a Don Reo scénář: Jim Patterson, Eddie Gorodetsky, Matt Ross a Max Searle              | 1. listopadu 2012  | vysíláno      |
| 208          | 7         | Avoid the Chinese Mustard                 | Vyhni se čínský hořčici                 | James Widdoes | námět: Chuck Lorre a Gemma Baker scénář: Don Reo, Jim Patterson a Eddie Gorodetsky                        | 8. listopadu 2012  | vysíláno      |
| 209          | 8         | Something My Gynecologist Said            | Něco, co řekl můj gynekolog             | James Widdoes | námět: Chuck Lorre a Jim Patterson scénář: Don Reo a Eddie Gorodetsky                                     | 15. listopadu 2012 | vysíláno      |
| 210          | 9         | I Scream When I Pee                       | Když čůrám, křičím                      | James Widdoes | námět: Chuck Lorre a Don Reo scénář: Jim Patterson, Eddie Gorodetsky a Steve Tompkins                     | 29. listopadu 2012 | vysíláno      |
| 211          | 10        | One Nut Johnson                           | Jednokulčák Johnson                     | James Widdoes | námět: Don Reo, Jim Patterson a Eddie Gorodetsky scénář: Chuck Lorre, Steve Tompkins a Alissa Neubauer    | 6. prosince 2012   | vysíláno      |
| 212          | 11        | Give Santa a Tail-Hole                    | Kupte si stromeček                      | James Widdoes | námět: Chuck Lorre, Matt Ross a Max Searle scénář: Don Reo, Jim Patterson a Eddie Gorodetsky              | 13. prosince 2012  | vysíláno      |
| 213          | 12        | Welcome to Alancrest                      | Vítejte v Alancrestu                    | James Widdoes | námět: Chuck Lorre, Don Reo a Steve Tompkins scénář: Jim Patterson, Eddie Gorodetsky a Susan McMartin     | 3. ledna 2013      | vysíláno      |
| 214          | 13        | Grab a Feather and Get in Line            | Vem si pírko a postav se do fronty      | James Widdoes | námět: Chuck Lorre, Eddie Gorodetsky a Gemma Baker scénář: Don Reo, Jim Patterson a Alissa Neubauer       | 10. ledna 2013     | vysíláno      |
| 215          | 14        | Run, Steven Staven! Run!                  | Běž Stevene Stavene, běž                | James Widdoes | námět: Chuck Lorre, Jim Patterson a Susan McMartin scénář: Don Reo, Eddie Gorodetsky a Steve Tompkins     | 31. ledna 2013     | vysíláno      |
| 216          | 15        | Paint It, Pierce It or Plug It            | Pomaluju, propíchnu nebo nastřelím      | James Widdoes | námět: Chuck Lorre, Don Reo a Eddie Gorodetsky scénář: Jim Patterson, Matt Ross a Max Searle              | 7. února 2013      | vysíláno      |
| 217          | 16        | Advantage: Fat, Flying Baby               | Tlustej lítající kluk                   | James Widdoes | námět: Chuck Lorre, Eddie Gorodetsky a Alissa Neubauer scénář: Jim Patterson, Don Reo a Steve Tompkins    | 14. února 2013     | vysíláno      |
| 218          | 17        | Throgwarten Middle School Mysteries       | Záhady Throgwartenské základní školy    | James Widdoes | námět: Chuck Lorre, Jim Patterson a Nick Bakay scénář: Don Reo, Eddie Gorodetsky a Gemma Baker            | 21. února 2013     | vysíláno      |
| 219          | 18        | The 9:04 from Pemberton                   | Vlak 9:04 z Pembertonu                  | James Widdoes | námět: Chuck Lorre, Jim Patterson a Eddie Gorodetsky scénář: Don Reo, Steve Tompkins a Alissa Neubauer    | 7. března 2013     | vysíláno      |
| 220          | 19        | Big Episode. Someone Stole a Spoon        | Velký drama. Někdo ukradl lžíci         | James Widdoes | námět: Chuck Lorre, Don Reo a Gemma Baker scénář: Jim Patterson, Eddie Gorodetsky a Susan McMartin        | 14. března 2013    | vysíláno      |
| 221          | 20        | Bazinga! That's from a TV Show            | Bazinga! To je z televize               | James Widdoes | námět: Chuck Lorre, Jim Patterson a Eddie Gorodetsky scénář: Don Reo, Matt Ross a Max Searle              | 4. dubna 2013      | vysíláno      |
| 222          | 21        | Another Night with Neil Diamond           | Další noc s Neilem Diamondem            | James Widdoes | námět: Chuck Lorre, Don Reo a Steve Tompkins scénář: Jim Patterson, Eddie Gorodetsky a Nick Bakay         | 25. dubna 2013     | vysíláno      |
| 223          | 22        | My Bodacious Vidalia                      | Rád se dívám                            | James Widdoes | námět: Chuck Lorre, Don Reo, Jim Patterson a Eddie Gorodetsky scénář: Gemma Baker, Matt Ross a Max Searle | 2. května 2013     | vysíláno      |
| 224          | 23        | Cows, Prepare to Be Tipped                | Krávy, připravte se na pastvu           | James Widdoes | námět: Chuck Lorre, Alissa Neubauer a Susan McMartin scénář: Don Reo, Jim Patterson a Eddie Gorodetsky    | 9. května 2013     | vysíláno      |

### Jedenáctá řada (2013–2014)
| Č. v seriálu | Č. v řadě | Původní název                            | Český název                             | Režie         | Scénář | Premiéra v USA     | Premiéra v ČR |
| ------------ | --------- | ---------------------------------------- | --------------------------------------- | ------------- | --- | ------------------ | ------------- |
| 225          | 1         | Nangnangnangnang                         | Neteř                                   | James Widdoes | námět: Chuck Lorre a Susan McMartin scénář: Don Reo, Jim Patterson a Steve Tompkins                                   | 26. září 2013      | vysíláno      |
| 226          | 2         | I Think I Banged Lucille Ball            | Myslím, že jsem spal s Lucille Ballovou | James Widdoes | námět: Chuck Lorre a Alissa Neubauer scénář: Don Reo, Jim Patterson a Jeff Lowell                                     | 3. října 2013      | vysíláno      |
| 227          | 3         | This Unblessed Biscuit                   | Neposvěcená hostie                      | James Widdoes | námět: Chuck Lorre a Jim Patterson scénář: Don Reo, Matt Ross a Max Searle                                            | 10. října 2013     | vysíláno      |
| 228          | 4         | Clank, Clank, Drunken Skank              | Břink, břink, břink, tráva a drink      | James Widdoes | námět: Chuck Lorre a Susan McMartin scénář: Jim Patterson, Don Reo a Steve Tompkins                                   | 17. října 2013     | vysíláno      |
| 229          | 5         | Alan Harper, Pleasing Women Since 2003   | Alan Harper, utěšitel žen od roku 2003  | James Widdoes | námět: Steve Tompkins, Alissa Neubauer a Don Reo scénář: Jim Patterson, Jeff Lowell a Jim Vallely                     | 24. října 2013     | vysíláno      |
| 230          | 6         | Justice in Star-Spangled Hot Pants       | Spravedlnost v kalhotkách               | James Widdoes | námět: Don Reo, Susan McMartin a Jon Cryer scénář: Jim Patterson, Tim Kelleher a Jeff Lowell                          | 7. listopadu 2013  | vysíláno      |
| 231          | 7         | Some Kind of Lesbian Zombie              | Nějaká lesbická zombie                  | James Widdoes | námět: Jim Patterson, Steve Tompkins a Jeff Lowell scénář: Don Reo, Matt Ross a Max Searle                            | 14. listopadu 2013 | vysíláno      |
| 232          | 8         | Mr. Walden, He Die. I Clean Room.        | Pan Walden je mrtvý, já uklízím         | James Widdoes | námět: Chuck Lorre, Jim Patterson a Steve Tompkins scénář: Don Reo, Susan McMartin a Saladin K. Patterson             | 21. listopadu 2013 | vysíláno      |
| 233          | 9         | Numero Uno Accidente Lawyer              | Nehodový právník numero uno             | James Widdoes | námět: Don Reo, Tim Kelleher, Nathan Chetty scénář: Jim Patterson, Saladin K. Patterson, Jim Valley                   | 5. prosince 2013   | vysíláno      |
| 234          | 10        | On Vodka, on Soda, on Blender, on Mixer! | Vodka, sodovka, mixér a smíchat         | James Widdoes | námět: Don Reo, Jim Patterson, Jeff Lowell scénář: Saladin K. Patterson, Matt Ross, Max Searle                        | 12. prosince 2013  | vysíláno      |
| 235          | 11        | Tazed in the Lady Nuts                   | Taserem do dámských koulí               | James Widdoes | námět: Tim Kelleher, Jeff Lowell a Jim Vallely scénář: Don Reo, Jim Patterson a Steve Tompkins                        | 2. ledna 2014      | vysíláno      |
| 236          | 12        | Baseball. Boobs. Boobs. Baseball.        | Baseball, kozy, kozy, baseball          | James Widdoes | námět: Don Reo, Susan McMartin a Leslie Shapira scénář: Jim Patterson, Matt Ross a Max Searle                         | 9. ledna 2014      | vysíláno      |
| 237          | 13        | Bite Me, Supreme Court                   | Nejvyšší soud to pohnojil               | James Widdoes | námět: Tim Kelleher, Jeff Lowell a Jim Vallely scénář: Don Reo, Jim Patterson a Steve Tompkins                        | 30. ledna 2014     | vysíláno      |
| 238          | 14        | Three Fingers of Creme de Menthe         | Na tři prsty zelený                     | James Widdoes | námět: Don Reo, Jim Patterson a Maria Espada Pearce scénář: Steve Tompkins, Saladin K. Patterson a Susan McMartin     | 6. února 2014      | vysíláno      |
| 239          | 15        | Cab Fare and a Bottle of Penicillin      | Prachy na taxík a lahvička penicilinu   | James Widdoes | námět: Jim Patterson, Tim Kelleher a Jim Vallely scénář: Don Reo, Matt Ross a Max Searle                              | 27. února 2014     | vysíláno      |
| 240          | 16        | How to Get Rid of Alan Harper            | Jak se zbavit Alana                     | James Widdoes | námět: Saladin K. Patterson, Jim Vallely a Leslie Schapira scénář: Don Reo, Jim Patterson a Jeff Lowell               | 6. března 2014     | vysíláno      |
| 241          | 17        | Welcome Home, Jake                       | Vítej doma, Jakeu                       | James Widdoes | námět: Don Reo, Jim Patterson a Saladin K. Patterson scénář: Tim Kelleher, Matt Ross a Max Searle                     | 13. března 2014    | vysíláno      |
| 242          | 18        | West Side Story                          | West Side Story                         | James Widdoes | námět: Don Reo, Jim Patterson a Susan McMartin scénář: Jeff Lowell, Matt Ross a Max Searle                            | 3. dubna 2014      | vysíláno      |
| 243          | 19        | Lan Mao Shi Zai Wuding Shang             | Lan mao shi zai wuding shang            | James Widdoes | námět: Jeff Lowell, Matt Ross a Max Searle scénář: Don Reo, Jim Patterson a Steve Tompkins                            | 10. dubna 2014     | vysíláno      |
| 244          | 20        | Lotta Delis in Little Armenia            | Spousta lahůdek z malé Arménie          | James Widdoes | námět: Don Reo, Steve Tompkins a Saladin K. Patterson scénář: Jim Patterson, Tim Kelleher a Jim Vallely               | 24. dubna 2014     | vysíláno      |
| 245          | 21        | Dial 1-900-MIX-A-LOT                     | Zazpívej si s Mix-a-Lotem               | James Widdoes | námět: Jim Patterson, Matt Ross a Max Searle scénář: Don Reo, Steve Tompkins a Susan McMartin                         | 1. května 2014     | vysíláno      |
| 246          | 22        | Oh WALD-E, Good Times Ahead              | Ó, WALD-E, to budou krásný časy         | James Widdoes | námět: Don Reo, Jim Patterson, Tim Kelleher a Jim Vallely scénář: Steve Tompkins, Jeff Lowell, Matt Ross a Max Searle | 8. května 2014     | vysíláno      |

### Dvanáctá řada (2014–2015)
| Č. v seriálu | Č. v řadě | Původní název                         | Český název                 | Režie         | Scénář                                                                                                  | Premiéra v USA     | Premiéra v ČR |
| ------------ | --------- | ------------------------------------- | --------------------------- | ------------- | --- | ------------------ | ------------- |
| 247          | 1         | The Ol' Mexican Spinach               | Mexický špenát              | James Widdoes | námět: Chuck Lorre, Lee Aronsohn a Warren Bell scénář: Don Reo, Jim Patterson a Steve Tompkins          | 30. října 2014     | vysíláno      |
| 248          | 2         | A Chic Bar in Ibiza                   | Šik bar na Ibize            | James Widdoes | námět: Lee Aronsohn, Don Reo a Jim Patterson scénář: Tim Kelleher, Saladin K. Patterson a Jim Vallely   | 6. listopadu 2014  | vysíláno      |
| 249          | 3         | Glamping in a Yurt                    | Superkempování v jurtě      | James Widdoes | námět: Saladin K. Patterson, Matt Ross a Max Searle scénář: Don Reo, Jim Patterson a Jim Vallely        | 13. listopadu 2014 | vysíláno      |
| 250          | 4         | Thirty-Eight, Sixty-Two, Thirty-Eight | Těhule                      | James Widdoes | námět: Don Reo, Jim Patterson a Steve Tompkins scénář: Warren Bell, Matt Ross a Max Searle              | 20. listopadu 2014 | vysíláno      |
| 251          | 5         | Oontz. Oontz. Oontz.                  | Louis                       | James Widdoes | námět: Don Reo, Steve Tompkins a Warren Bell scénář: Jim Patterson, Tim Kelleher a Saladin K. Patterson | 27. listopadu 2014 | vysíláno      |
| 252          | 6         | Alan Shot a Little Girl               | Alan sejmul malou holku     | Jon Cryer     | námět: Don Reo, Maria Espada Pearce, Nathan Chetty scénář: Jim Patterson, Steve Tompkins a Warren Bell  | 4. prosince 2014   | vysíláno      |
| 253          | 7         | Sex with an Animated Ed Asner         | Sex s animákem              | James Widdoes | námět: Jim Patterson, Jim Vallely a Tim Kelleher scénář: Don Reo, Matt Ross a Max Searle                | 11. prosince 2014  | vysíláno      |
| 254          | 8         | Family, Bublé, Deep-Fried Turkey      | Santova jízda               | James Widdoes | námět: Warren Bell, Saladin K. Patterson a Jim Vallely scénář: Don Reo, Jim Patterson a Steve Thompkins | 18. prosince 2014  | vysíláno      |
| 255          | 9         | Bouncy, Bouncy, Bouncy, Lyndsey       | Houpy, houpy, hou, Lyndsey  | James Widdoes | námět: Jim Patterson, Tim Kelleher a Saladin K. Patterson scénář: Don Reo, Matt Ross a Max Searle       | 8. ledna 2015      | vysíláno      |
| 256          | 10        | Here I Come, Pants!                   | Už jdu, kalhoty!            | James Widdoes | námět: Chuck Lorre, Don Reo a Jim Patterson scénář: Tim Kelleher, Matt Ross a Max Searle                | 15. ledna 2015     | vysíláno      |
| 257          | 11        | For Whom the Booty Calls              | Komu zvoní do postele       | James Widdoes | námět: Warren Bell, Saladin K. Patterson a Jim Vallely scénář: Don Reo, Jim Patterson a Steve Tompkins  | 22. ledna 2015     | vysíláno      |
| 258          | 12        | A Beer-Battered Rip-Off               | Děsnej podraz               | James Widdoes | námět: Don Reo, Jim Patterson a Jeff Lowell scénář: Matt Ross, Max Searle a Nathan Chetty               | 29. ledna 2015     | vysíláno      |
| 259          | 13        | Boompa Loved His Hookers              | Dědouš miloval svý holky    | James Widdoes | námět: Steve Tompkins, Warren Bell a Jeff Lowell scénář: Don Reo, Jim Patterson a Nathan Chetty         | 5. února 2015      | vysíláno      |
| 260          | 14        | Don't Give a Monkey a Gun             | Nedávej opicím zbraň        | James Widdoes | námět: Don Reo, Jim Patterson a Tim Kelleher scénář: Jim Vallely, Matt Ross a Max Searle                | 12. února 2015     | vysíláno      |
| 261          | 15        | Of Course He's Dead (Part 1)          | Jasně, že je mrtvý, část 1. | James Widdoes | Chuck Lorre, Lee Aronsohn, Don Reo a Jim Patterson                                                      | 19. února 2015     | vysíláno      |
| 262          | 16        | Of Course He's Dead (Part 2)          | Jasně, že je mrtvý, část 2. | James Widdoes | Chuck Lorre, Lee Aronsohn, Don Reo a Jim Patterson                                                      | 19. února 2015     | vysíláno      |